# Дженісон (Мічиган)
Дженісон (англ. Jenison) — переписна місцевість (CDP) в США, в окрузі Оттава штату Мічиган. Населення — 16 640 осіб (2020).

## Географія
Дженісон розташований за координатами 42°54′6″ пн. ш. 85°49′38″ зх. д. / 42.90167° пн. ш. 85.82722° зх. д. (42.901802, -85.827357).  За даними Бюро перепису населення США в 2010 році переписна місцевість мала площу 15,36 км², з яких 15,16 км² — суходіл та 0,20 км² — водойми.

## Демографія
Згідно з переписом 2010 року, у переписній місцевості мешкало 16 538 осіб у 6274 домогосподарствах у складі 4703 родин. Густота населення становила 1077 осіб/км².  Було 6489 помешкань (422/км²).
Расовий склад населення:
| - 96,0 % — білих - 0,9 % — азіатів - 0,8 % — чорних або афроамериканців - 0,3 % — корінних американців |

До двох чи більше рас належало 1,5 %. Частка іспаномовних становила 2,5 % від усіх жителів.
За віковим діапазоном населення розподілялося таким чином: 25,0 % — особи молодші 18 років, 57,0 % — особи у віці 18—64 років, 18,0 % — особи у віці 65 років та старші. Медіана віку мешканця становила 39,7 року. На 100 осіб жіночої статі у переписній місцевості припадало 93,0 чоловіків;  на 100 жінок у віці від 18 років та старших — 89,8 чоловіків також старших 18 років.
Середній дохід на одне домашнє господарство  становив 65 854 долари США (медіана — 56 725), а середній дохід на одну сім'ю — 77 060 доларів (медіана — 69 602). Медіана доходів становила 49 702 долари для чоловіків та 37 160 доларів для жінок. За межею бідності перебувало 5,8 % осіб, у тому числі 7,6 % дітей у віці до 18 років та 5,7 % осіб у віці 65 років та старших.
Цивільне працевлаштоване населення становило 8192 особи. Основні галузі зайнятості: освіта, охорона здоров'я та соціальна допомога — 20,8 %, виробництво — 19,8 %, роздрібна торгівля — 10,3 %, науковці, спеціалісти, менеджери — 8,8 %.

## Відомі особистості
В поселенні народився:
- Річард Гренелл (* 1966) — американський дипломат.